# Dom Felixów

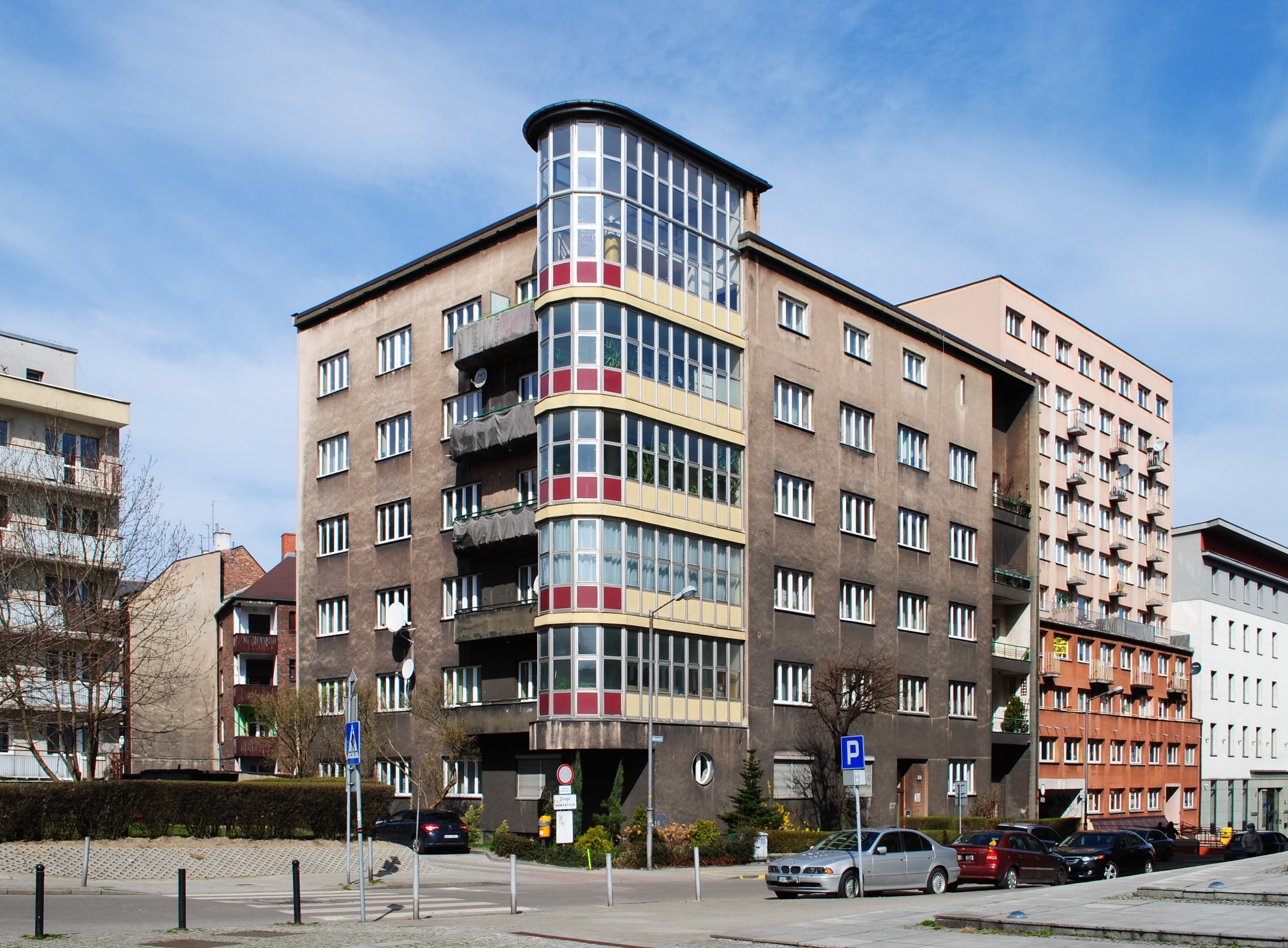
Ansicht von Südosten, 2021

Dom Felixów bezeichnet ein Mietshaus in Katowice (deutsch Kattowitz, Woiwodschaft Schlesien) in Polen. Es wurde von 1936 bis 1937 im Stil der Moderne für das Ehepaar Łucja und Dawid Felix errichtet und ist in das Denkmalverzeichnis der Stadt eingetragen. Als Eckhaus an der Ulica Henryka Jordana gegenüber der theologischen Fakultät der Schlesischen Universität ist es zudem Teil einer Denkmalzone.
Das sechsgeschossige Wohnhaus steht im Süden des Stadtbezirks Śródmieście (Innenstadt) an der Ulica Podchorążych 3. Architekt war Filip Brenner. Das Gebäude erhebt sich auf einem polygonalen, etwa L-förmigen Grundriss. Sein charakteristisches Element ist ein fast vollständig verglaster, abgerundeter Erker, der sich vom ersten Obergeschoss bis über das Flachdach erhebt und Wintergärten beherbergt. Die Fensterflächen werden durch weiße Stege getrennt, die geschlossenen Flächen sind gelb und an der abgerundeten Ecke bordeauxrot gestaltet. Die Wintergärten werden südseitig von fünf Balkonen flankiert, die an der Westseite abgerundet sind. Süd- und Ostseite zeigen jeweils vier bzw. fünf Fensterachsen. Die vier Balkone an der Ostseite sind als Loggien in einem Rücksprung der Fassade angelegt, der im Norden über die ganze Kubatur des Gebäudes reicht.